# Kalimantan-Langur
Der Kalimantan-Langur (Presbytis canicrus, Syn.: P. hosei canicrus, Semnopithecus canicrus) ist eine Primatenart aus der Gruppe der Schlankaffen (Presbytini), die im Osten der Insel Borneo vorkommt. Ihr Verbreitungsgebiet deckt sich wahrscheinlich in etwa mit dem Territorium der indonesischen Provinz Kalimantan Timur, dessen genauen geografischen Grenzen sind aber nicht bekannt.

## Merkmale
Der Kalimantan-Langur ist unter den Mützenlanguren eine kleine und besonders langschwänzige Art und ähnelt dem Sabah-Langur (P. sabana). Er erreicht eine Kopf-Rumpf-Länge von etwa 48 bis 56 cm, eine Schwanzlänge von 65 bis 84 cm sowie ein Gewicht von 5,5 bis 6 kg (Weibchen) und 6 bis 7 kg (Männchen). Das Rückenfell ist eisengrau mit weißen Haarspitzen. Die Bauchseite und die Innenseiten der Gliedmaßen sind grau bis weißlich. Hände und Füße sind schwarz, diese Färbung kann sich auch bis auf die Unterarme und Unterschenkel erstrecken. Die für die Gattung typische Kopfhaube ist schwarz. Die Gesichtshaut ist schwärzlich oder rötlich, am Unterkiefer und den Wangen pinkfarben. Jungtiere sind weiß mit einer schwarzen, kreuzförmigen Zeichnung auf dem Rücken.

## Lebensweise
Der Kalimantan-Langur bewohnt den tropischen Regenwald, der in seinem Lebensraum vor allem von Flügelfruchtgewächsen (Dipterocarpaceae) geprägt wird. Er kommt bis in Höhen von 1000 Metern, zeitweise auch bis zu 1600 Metern und möglicherweise höher vor und lebt sympatrisch mit dem Weißstirnlangur (Presbytis frontata) und dem Maronenlangur (Presbytis rubicunda). Die Affen leben in Gruppen zu maximal acht Exemplaren. Sie bestehen aus einem Männchen, zwei bis vier Weibchen und deren Jungen. Über 60 % seiner Zeit hält sich der Kalimantan-Langur im oberen Bereiche der Bäume (> 20 m) auf, etwa 30 % im mittleren und unteren in Höhen von 10 bis 20 Metern. Kalimantan-Languren ernähren sich vor allem von jungen und gerade sprießenden Blättern (66 %), daneben von unreifen Früchten (28 %), Samen, Vogeleiern und Nestlingen. An mineralreichen Quellen wird ein vermutlich medizinisch wirksamer Schlamm aufgenommen.

## Gefährdung
Der Kalimantan-Langur wird von der International Union for Conservation of Nature and Natural Resources (IUCN) als gefährdet gelistet und ist in Indonesien gesetzlich geschützt. Der Bestand der Art ging in den letzten Jahren kontinuierlich zurück.

## Belege
1. 1 2 3  D. Zinner, G. H. Fickenscher & C. Roos: Family Cercopithecidae (Old World monkeys). Seite 717 in Russell A. Mittermeier, Anthony B. Rylands & Don E. Wilson: Handbook of the Mammals of the World: Primates: 3. ISBN 978-84-96553-89-7
2. ↑  Cheyne, S., Setiawan, A. & Traeholt, C. 2021. Presbytis canicrus. The IUCN Red List of Threatened Species 2021: e.T39808A200247353. doi: 10.2305/IUCN.UK.2021-2.RLTS.T39808A200247353.en 19. Oktober 2021.